# Liga Europy UEFA (2009/2010)/Faza kwalifikacyjna/Mecze - play off

## Pierwsze mecze
| 120 sierpnia 2009 | PAOK FC  | 1:1   | Heerenveen         |                                                     |
| 19:00 CET         | Ivić 54' | (0:1) | Paulo Henrique 45' | Toumba, Saloniki · Sędzia: William Collum Szkocja · |

| 220 sierpnia 2009 | Dinamo Zagrzeb                                              | 4:0   | Heart of Midlothian |                                                    |
| 21:00 CET         | Mandžukić 6' · Papadopoulos 36' · Vrdoljak 56' · Bišcan 60' | (2:0) |                     | Maksimir, Zagrzeb · Sędzia: Nikołaj Iwanow Rosja · |

| 320 sierpnia 2009 | Werder Brema                                                                 | 6:3   | Aktöbe FK                    |                                                       |
| 21:00 CET         | Boenisch 17' · Pizarro 28' · Naldo 36' 65' · Hugo Almeida 60' · Özil 67' (k) | (3:2) | Strukov 21' 32' · Smakov 87' | Weserstadion, Brema · Sędzia: Tony Asumaa Finlandia · |

| 420 sierpnia 2009 | Everton                        | 4:0   | Sigma Ołomuniec |                                                                                |
| 21:00 CET         | Saha 34' 72' · Rodwell 40' 53' | (2:0) |                 | Goodison Park, Liverpool · Sędzia: Lucilio Cardoso Cortez Batista Portugalia · |

| 520 sierpnia 2009 | BATE Borysów | 0:1   | Liteks Łowecz |                                                      |
| 18:00 CET         |              | (0:0) | Sandrinho 81' | Miejski, Borysów · Sędzia: Tommy Skjerven Norwegia · |

| 620 sierpnia 2009 | NAC Breda | 1:3   | Villarreal CF                            |                                                           |
| 19:00 CET         | Loran 17' | (1:1) | Rossi 14' · Ibagaza 49' · Llorente 90+2' | Rat Verlegh, Breda · Sędzia: Stefan Johannesson Szwecja · |

| 720 sierpnia 2009 | Lech Poznań  | 1:0   | Club Brugge |                                                                                   |
| 20:30 CET         | Peszko 90+3' | (0:0) |             | Stadion Główny, Wronki · Sędzia: Manuel Jorge Neves Moreira De Sousa Portugalia · |

| 820 sierpnia 2009 | Fulham                                | 3:1   | Amkar Perm  |                                                                                   |
| 21:00 CET         | Johnson 4' · Dempsey 51' · Zamora 75' | (1:0) | Griszin 77' | Craven Cottage, Londyn · Sędzia: Pedro Proenca Oliveira Alves Garcia Portugalia · |

| 920 sierpnia 2009 | Galatasaray SK                                                 | 5:0   | FCI Levadia Tallinn |                                                               |
| 20:45 CET         | Keita 21' 45' · Baroš 56' (k) · Kewell 78' · Leitan 88' (o.g.) | (2:0) |                     | Ali Sami Yen, Stambuł · Sędzia: Cyril Zimmermann Szwajcaria · |

| 1020 sierpnia 2009 | FK Teplice    | 1:2   | Hapoel Tel Awiw                  |                                                            |
| 18:00 CET          | Vondråšek 89' | (0:0) | Enyeama 74' (k) · Vermouth 90+4' | Na Stínadlech, Teplice · Sędzia: Espen Berntsen Norwegia · |

| 1120 sierpnia 2009 | Metałurh Donieck          | 2:2   | Austria Wiedeń            |                                                          |
| 19:15 CET          | Ekeh 17' · Dimitrow 90+2' | (1:1) | Ačimovič 8' · Diabang 48' | Metałurh, Donieck · Sędzia: Michael Koukoulakis Grecja · |

| 1220 sierpnia 2009 | Twente                     | 3:1   | Qarabağ FK |                                                              |
| 20:00 CET          | Ruiz 38' 66' · Douglas 81' | (1:1) | Nadyrov 8' | De Grolsch Veste, Enschede · Sędzia: Andre Marriner Anglia · |

| 1320 sierpnia 2009 | MFK Koszyce                       | 3:3   | Roma                          |                                                             |
| 16:30 CET          | Milinković 5' · Novák 71' (k) 81' | (1:1) | Totti 38' (k) 67' · Menez 52' | Lokomotiva Košice, Kosice · Sędzia: Peter Rasmussen Dania · |

| 1420 sierpnia 2009 | CSKA Sofia | 0:0   | Dinamo Moskwa |                                                                   |
| 19:00 CET          |            | (0:0) |               | Stadion Lewskiego, Sofia · Sędzia: Robert Schörgenhofer Austria · |

| 1520 sierpnia 2009 | KRC Genk   | 1:2   | Lille OSC               |                                                      |
| 20:45 CET          | Tőzsér 58' | (0:1) | Dumont 40' · Vittek 56' | Cristal Arena, Genk · Sędzia: Anton Genov Bułgaria · |

| 1620 sierpnia 2009 | Bene Jehuda Tel Awiw | 0:1   | PSV Eindhoven |                                                         |
| 28:30 CET          |                      | (0:1) | Afellay 23'   | Bloomfield, Tel Awiw · Sędzia: Jonas Eriksson Szwecja · |

| 1720 sierpnia 2009 | Lazio                                | 3:0   | IF Elfsborg |                                                            |
| 20:45 CET          | Kolarov 24' · Zarate 36' · Mauri 69' | (2:0) |             | Stadio Olimpico, Rzym · Sędzia: Douglas Mcdonald Szkocja · |

| 1820 sierpnia 2009 | Trabzonspor | 1:3   | Toulouse FC                    |                                                              |
| 18:45 CET          | Song 16'    | (1:1) | Gignac 12' 59' · Mansaré 90+1' | Hüseyin Avni Aker, Trabzon · Sędzia: Pavel Kralovec Czechy · |

| 1920 sierpnia 2009 | Partizan Belgrad | 1:1   | MŠK Žilina     |                                                                   |
| 20:15 CET          | Cléo 16' (k)     | (1:1) | Adauto 34' (k) | FK Partizan Stadion, Belgrad · Sędzia: Lewan Paniaszwili Gruzja · |

| 2020 sierpnia 2009 | FK Bakı   | 1:3   | FC Basel                      |                                                               |
| 17:00 CET          | Perez 49' | (0:0) | Streller 71' 74' · Huggel 77' | Stadion Tofika Bachramowa, Baku · Sędzia: Zsolt Szabo Węgry · |

| 2120 sierpnia 2009 | Ajax                                  | 5:0   | Slovan Bratysława |                                                                |
| 20:45 CET          | Suárez 43' 65' 79' 84' · Donald 90+2' | (1:0) |                   | Amsterdam ArenA, Amsterdam · Sędzia: Mark Clattenburg Anglia · |

| 2220 sierpnia 2009 | Sivasspor | 0:3   | Szachtar Donieck                 |                                                       |
| 20:00 CET          |           | (0:1) | Gai 6' · Ilsinho 76' · Kobin 87' | 4 Eylül, Sivas · Sędzia: Michael Leslie Dean Anglia · |

| 2320 sierpnia 2009 | Brøndby IF                           | 2:1   | Hertha BSC       |                                                                           |
| 20:30 CET          | Bischoff 51' · Pejčinović 70' (o.g.) | (0:0) | Domovchiyski 53' | Brøndby Stadion, Brøndby · Sędzia: Bernie Raymond (Kevin) Blom Holandia · |

| 2420 sierpnia 2009 | Athletic Bilbao                                 | 3:2   | Tromsø IL                    |                                                       |
| 22:00 CET          | Martínez 62' (k) · de Marcos 86' · Llorente 90' | (0:1) | Moldskred 42' · Lindpere 78' | San Mamés, Bilbao · Sędzia: Sascha Kever Szwajcaria · |

| 2520 sierpnia 2009 | FK Sarajevo | 1:1   | CFR Cluj |                                                                |
| 20:15 CET          | Hadžić 77'  | (0:1) | Dani 19' | Asim Ferhatović-Hase, Sarajewo · Sędzia: Robert Małek Polska · |

| 2620 sierpnia 2009 | Rapid Wiedeń | 1:0   | Aston Villa |                                                                |
| 19:15 CET          | Jelavić 1'   | (1:0) |             | Gerhard Hanappi, Wiedeń · Sędzia: lexandru Dan Tudor Rumunia · |

| 2720 sierpnia 2009 | Steaua Bukareszt              | 3:0   | St. Patrick’s Athletic |                                                              |
| 19:30 CET          | Nicoliță 56' · Stancu 65' 80' | (0:0) |                        | Stadion Ghencea, Bukareszt · Sędzia: Alexei Nikolaev Rosja · |

| 2820 sierpnia 2009 | NK Maribor | 0:2   | Sparta Praga     |                                                         |
| 20:45 CET          |            | (0:1) | Wilfried 29' 86' | Ljudski vrt, Maribor · Sędzia: Jouni Hyytiä Finlandia · |

| 2920 sierpnia 2009 | CD Nacional                                                           | 4:3   | Zenit Petersburg                    |                                                             |
| 21:30 CET          | Luís Alberto 30' · Aurélio 37' · Rodrigo Silva 53' · Rúben Micael 73' | (2:1) | Semshov 43' 55' · Fatih Tekke 90+3' | Estádio da Madeira, Funchal · Sędzia: Cüneyt Çakır Turcja · |

| 3020 sierpnia 2009 | Genoa                                 | 3:1   | Odense BK        |                                                                    |
| 20:45 CET          | Sørensen 9' (o.g.) · Figueroa 48' 56' | (1:0) | Mesto 59' (o.g.) | Luigi Ferraris, Genua · Sędzia: Stéphane, Laurent Lannoy Francja · |

| 3120 sierpnia 2009 | Dinamo Bukareszt | 0:3 (wo.) | Slovan Liberec |                           |
| 19:00 CET          |                  |           |                | Stadion Dinamo, Bukareszt |

| 3220 sierpnia 2009 | EA Guingamp     | 1:5   | Hamburger SV                                |                                                      |
| 18:45 CET          | Hesl 88' (o.g.) | (0:3) | Guerrero 7' · Petrić 11' 26' 86' · Berg 51' | Roudourou, Guingamp · Sędzia: Marcin Borski Polska · |

| 3320 sierpnia 2009 | FC Sion | 0:2   | Fenerbahçe SK                      |                                                               |
| 20:30 CET          |         | (0:1) | André Santos 45' · Kazım Kazım 85' | Stade de Genève, Genewa · Sędzia: Daniel Stalhammar Szwecja · |

| 3420 sierpnia 2009 | Sturm Graz   | 1:1   | Metalist Charków |                                                           |
| 19:15 CET          | Beichler 31' | (1:0) | Olijnyk 76'      | UPC-Arena, Graz · Sędzia: Eric F. J. Braamhaar Holandia · |

| 3520 sierpnia 2009 | Slavia Praga                 | 3:0   | FK Crvena zvezda |                                                      |
| 20:45 CET          | Šenkerik 34' 65' · Vlček 81' | (1:0) |                  | Stadion Eden, Praga · Sędzia: Paul Allaerts Belgia · |

| 3620 sierpnia 2009 | SL Benfica                                                | 4:0   | Worskła Połtawa |                                                            |
| 20:45 CET          | Di María 31' · Cardozo 55' (k) · Saviola 57' · Weldon 77' | (1:0) |                 | Estádio da Luz, Lizbona · Sędzia: Darko Ceferin Słowenia · |

| 3720 sierpnia 2009 | FC Vaslui          | 2:1   | AEK Ateny      |                                                           |
| 20:00 CET          | Wesley 29' 83' (k) | (1:0) | Blanco 69' (k) | Municipal Vaslui, Vaslui · Sędzia: Said Ennjimi Francja · |

| 3820 sierpnia 2009 | Stabæk | 0:3   | Valencia CF                                   |                                                                       |
| 21:00 CET          |        | (0:2) | Pablo Hernández 29' · Villa 35' · Joaquín 80' | Telenor Arena, Oslo · Sędzia: Aleksandar Stawrew Macedonia Północna · |

### Rewanże
| 127 sierpnia 2009 | Heerenveen | 0:0   | PAOK FC |                                                                          |
| 18:45 CET         |            | (0:0) |         | Abe Lenstra, Heerenveen · Sędzia: Eduardo Iturralde Gonzalez Hiszpania · |

| 227 sierpnia 2009 | Heart of Midlothian        | 2:0   | Dinamo Zagrzeb |                                                              |
| 20:35 CET         | Stewart 18' · Žaliūkas 55' | (1:0) |                | Tynecastle Stadium, Edynburg · Sędzia: Knut Kircher Niemcy · |

| 327 sierpnia 2009 | Aktöbe FK | 0:2   | Werder Brema      |                                                                |
| 16:00 CET         |           | (0:2) | Pizarro 10' 45+1' | Stadion Centralny, Aktöbe · Sędzia: Vladimir Hrinak Słowacja · |

| 427 sierpnia 2009 | Sigma Ołomuniec | 1:1   | Everton     |                                                             |
| 18:00 CET         | Šultes 80'      | (0:1) | Pienaar 44' | Andrův stadion, Ołomuniec · Sędzia: Fredy Fautrel Francja · |

| 527 sierpnia 2009 | Liteks Łowecz | 0:4   | BATE Borysów                                      |                                                 |
| 20:00 CET         |               | (0:0) | Sasnouski 86' 99' · Radziwonau 95' · Skawysz 118' | Miejski, Łowecz · Sędzia: Manuel Gräfe Niemcy · |

| 627 sierpnia 2009 | Villarreal CF                                                                   | 6:1   | NAC Breda    |                                                                     |
| 20:30 CET         | Cazorla 16' · Rossi 23' (k) 37' (k) · Senna 46' · Pereira 57' · Olivas Alba 61' | (3:0) | de Graaf 80' | El Madrigal, Villarreal · Sędzia: Craig Alexander Thomson Szkocja · |

| 727 sierpnia 2009 | Club Brugge | 1:0 k. 4:3    | Lech Poznań |                                                             |
| 20:30 CET         | Sonck 79'   | (0:0, k. 4:3) |             | Jan Breydel Stadion, Brugia · Sędzia: Alan Kelly Irlandia · |

| 827 sierpnia 2009 | Amkar Perm | 0:1   | Fulham      |                                                        |
| 16:00 CET         |            | (0:0) | Kouchev 90' | Zwiezda, Perm · Sędzia: Markus Strömbergsson Szwecja · |

| 927 sierpnia 2009 | FCI Levadia Tallinn | 1:1   | Galatasaray SK |                                                       |
| 20:00 CET         | Puri 50'            | (0:0) | Nonda 64'      | A. Le Coq Arena, Tallinn · Sędzia: Istvan Vad Węgry · |

| 1027 sierpnia 2009 | Hapoel Tel Awiw | 1:1   | FK Teplice |                                                          |
| 18:00 CET          | Ben Dajan 90+1' | (0:0) | Klein 89'  | Bloomfield, Tel Awiw · Sędzia: Stanisław Suchina Rosja · |

| 1127 sierpnia 2009 | Austria Wiedeń                                | 3:2   | Metałurh Donieck            |                                                              |
| 19:15 CET          | Okotie 36' · Ačimovič 70' (k) · Sulimani 115' | (1:1) | Tănasă 20' · Mchitarjan 54' | Horr Stadion, Wiedeń · Sędzia: Kristinn Jakobsson Islandia · |

| 1227 sierpnia 2009 | Qarabağ FK | 0:0   | Twente |                                                                       |
| 17:00 CET          |            | (0:0) |        | Stadion Tofika Bachramowa, Baku · Sędzia: Alexandru Deaconu Rumunia · |

| 1327 sierpnia 2009 | Roma                                                             | 7:1   | MFK Koszyce |                                                        |
| 20:45 CET          | Totti 1' 6' 86' · Guberti 8' · Cerci 17' · Menez 18' · Riise 70' | (5:1) | Novák 38'   | Stadio Olimpico, Rzym · Sędzia: Selçuk Dereli Turcja · |

| 1427 sierpnia 2009 | Dinamo Moskwa | 1:2   | CSKA Sofia             |                                                        |
| 18:00 CET          | Kierżakow 10' | (1:1) | Dełew 14' · Iwanow 55' | Arena Chimki, Moskwa · Sędzia: Michael Weiner Niemcy · |

| 1527 sierpnia 2009 | Lille OSC                                 | 4:2   | KRC Genk                   |                                                           |
| 20:45 CET          | De Melo 10' 73' · Dumont 59' · Hazard 70' | (1:1) | Barda 24' (k) · Tőzsér 86' | Lille Métropole, Lille · Sędzia: Gianluca Rocchi Włochy · |

| 1627 sierpnia 2009 | PSV Eindhoven  | 1:0   | Bene Jehuda Tel Awiw |                                                                    |
| 20:45 CET          | Simons 25' (k) | (1:0) |                      | PSV Stadion, Eindhoven · Sędzia: César Muñiz Fernández Hiszpania · |

| 1727 sierpnia 2009 | IF Elfsborg | 1:0   | Lazio |                                                      |
| 19:00 CET          | Avdic 69'   | (0:0) |       | Borås Arena, Borås · Sędzia: Ołeh Oriechow Ukraina · |

| 1827 sierpnia 2009 | Toulouse FC | 0:1   | Trabzonspor  |                                                             |
| 21:00 CET          |             | (0:0) | Gülselam 55' | Stadium Municipal, Tuluza · Sędzia: Serge Gumienny Belgia · |

| 1927 sierpnia 2009 | MŠK Žilina | 0:2   | Partizan Belgrad      |                                                         |
| 19:30 CET          |            | (0:0) | Diarra 59' · Ilić 65' | Pod Dubnon, Žilina · Sędzia: Nicolai Vollquartz Dania · |

| 2027 sierpnia 2009 | FC Basel                                                            | 5:1   | FK Bakı    |                                                           |
| 19:30 CET          | Almerares 32' · Gelabert 36' · Frei 63' · Shaqiri 74' · Mustafi 84' | (2:1) | Felipe 33' | St. Jakob-Park, Bazylea · Sędzia: Hannes Kaasik Estonia · |

| 2127 sierpnia 2009 | Slovan Bratysława | 1:2   | Ajax                          |                                                            |
| 18:30 CET          | Sylvestr 45+2'    | (1:1) | De Jong 30' · Bakircioglü 84' | Tehelné pole, Bratysława · Sędzia: Costas Kapitanis Cypr · |

| 2225 sierpnia 2009 | Szachtar Donieck                      | 2:0   | Sivasspor |                                                                                   |
| 19:00 CET          | Jádson 21' (k) · Luiz Adriano 59' (k) | (1:0) |           | Stadion Olimpijski w Doniecku, Donieck · Sędzia: Matteo Simone Trefoloni Włochy · |

| 2327 sierpnia 2009 | Hertha BSC                 | 3:1   | Brøndby IF    |                                                                             |
| 18:15 CET          | Kačar 75' 86' · Dárdai 80' | (0:0) | Rasmussen 52' | Friedrich-Ludwig-Jahn Sportpar, Berlin · Sędzia: Paolo Tagliavento Włochy · |

| 2427 sierpnia 2009 | Tromsø IL     | 1:1   | Athletic Bilbao       |                                                  |
| 19:00 CET          | Rushfeldt 61' | (0:0) | Javi Martínez 56' (k) | Álfheim, Tromsø · Sędzia: Tony Chapron Francja · |

| 2527 sierpnia 2009 | CFR Cluj               | 2:1   | FK Sarajevo |                                                                                        |
| 18:45 CET          | Koné 40' · Mureșan 69' | (1:0) | Škoro 81'   | Dr. Constantin Rădulescu, Kluż-Napoka · Sędzia: Duarte Nuno Pereira Gomes Portugalia · |

| 2627 sierpnia 2009 | Aston Villa                | 2:1   | Rapid Wiedeń |                                                                      |
| 21:00 CET          | Milner 38' (k) · Carew 53' | (1:0) | Jelavić 76'  | Villa Park, Birmingham · Sędzia: Carlos Velasco Carballo Hiszpania · |

| 2727 sierpnia 2009 | St. Patrick’s Athletic | 1:2   | Steaua Bukareszt             |                                                           |
| 20:45 CET          | O’Connor 49'           | (0:0) | Nicoliță 80' · Ochiroşii 89' | Royal Dublin Society, Dublin · Sędzia: Jiří Jech Czechy · |

| 2827 sierpnia 2009 | Sparta Praga | 1:0   | NK Maribor |                                                             |
| 20:00 CET          | Wilfried 3'  | (1:0) |            | Stadion Letná, Praga · Sędzia: Alaksiej Kulbakou Białoruś · |

| 2927 sierpnia 2009 | Zenit Petersburg | 1:1   | CD Nacional      |                                                                 |
| 18:30 CET          | Fatih Tekke 34'  | (1:0) | Rúben Micael 89' | Stadion Pietrowski, Petersburg · Sędzia: Ivan Bebek Chorwacja · |

| 3027 sierpnia 2009 | Odense BK             | 1:1   | Genoa        |                                                        |
| 20:30 CET          | Figueroa 45+2' (sam.) | (1:0) | Criscito 53' | Fionia Park, Odense · Sędzia: Björn Kuipers Holandia · |

| 3127 sierpnia 2009 | Slovan Liberec | 0:3 k. 8:9    | Dinamo Bukareszt                    |                                               |
| 19:30 CET          |                | (0:1, k. 8:9) | Andrei Cristea 4' · Niculae 58' 82' | U Nisy, Liberec · Sędzia: Alon Yefet Izrael · |

| 3227 sierpnia 2009 | Hamburger SV              | 3:1   | EA Guingamp |                                                                   |
| 20:30 CET          | Tesche 42' 51' · Berg 47' | (1:0) | Mathis 90'  | HSH Nordbank Arena, Hamburg · Sędzia: Martin Ingvarsson Szwecja · |

| 3327 sierpnia 2009 | Fenerbahçe SK           | 2:2   | FC Sion                     |                                                                                       |
| 20:30 CET          | André Santos 2' 41' (k) | (2:2) | Vanczák 9' · Chihab 31' (k) | Fenerbahçe Şükrü Saracoğlu, Stambuł · Sędzia: Bruno Miguel Duarte Paixão Portugalia · |

| 3427 sierpnia 2009 | Metalist Charków | 0:1   | Sturm Graz   |                                                                  |
| 19:15 CET          |                  | (0:1) | Beichler 32' | Stadion Metalist, Charków · Sędzia: Svein Oddvar Moen Norwegia · |

| 3527 sierpnia 2009 | FK Crvena zvezda                 | 2:1   | Slavia Praga |                                                                     |
| 20:30 CET          | Bogdanović 23' (k) · Perović 45' | (2:0) | Vlček 63'    | Stadion Crvena Zvezda, Belgrad · Sędzia: Thorsten Kinhöfer Niemcy · |

| 3627 sierpnia 2009 | Worskła Połtawa        | 2:1   | SL Benfica  |                                                                   |
| 20:45 CET          | Saczko 48' · Jesin 74' | (0:0) | Saviola 59' | Stadion Worskła, Połtawa · Sędzia: Claudio Circhetta Szwajcaria · |

| 3727 sierpnia 2009 | AEK Ateny                    | 3:0   | FC Vaslui |                                                             |
| 20:00 CET          | Manduca 59' · Scocco 74' 79' | (0:0) |           | OACA Spiros Louis, Ateny · Sędzia: Damir Skomina Słowenia · |

| 3827 sierpnia 2009 | Valencia CF                  | 4:1   | Stabæk       |                                                                              |
| 21:30 CET          | Miku 28' 29' 80' · Žigić 77' | (2:1) | Farnerud 36' | Estadio Mestalla, Walencja · Sędzia: Hendrikus S.H. (Bas) Nijhuis Holandia · |